# 피터 율라인
피터 율라인(영어: Peter Uihlein, 1989년 8월 29일 ~ )은 미국의 프로 골프 선수이다. 2011년에 프로 데뷔했고, PGA 투어와 유럽 투어에서 뛰고 있다. 아버지는 미국 골프 장비 브랜드 타이틀리스트의 회장 월리 율라인이다.